# Некроптоз
Некропто́з (англ. Necroptosis) — программируемая некротическая гибель клетки, сопровождаемая активацией взаимодействующей с рецептором протеинкиназы-3 (англ. receptor-interacting protein kinase 3, RIPK3, RIP3). На молекулярном уровне при некроптозе происходит строго регулируемая сборка внутриклеточного комплекса, известного как некросома, запускаемая рецепторами смерти (например, рецептором фактора некроза опухоли 1 (TNFR1), рецепторами лигандов FasL и TRAIL), поверхностными Toll-подобными рецепторами, а также механизмами, распознающими присутствие в цитоплазме вирусных РНК. Для некроптоза, индуцируемого фактором некроза опухоли (TNF), необходима дальнейшая активация RIPK1 (RIP1) и RIPK3. Блокирование этих киназ некростатинами, например, некростатином 1, ингибирующим RIPK1, делает некроптоз невозможным. В отличие от апоптоза, вызываемого активацией каспазы 8, некроптоз может протекать лишь при инактивации этого фермента. При некроптозе также происходит образование активных форм кислорода в митохондриях, однако, в отличие от апоптоза, не происходит фрагментация ДНК. Кроме того, в отличие от апоптоза, некроптоз сопровождается сильным иммунным ответом: погибающая клетка высвобождает молекулярные фрагменты, ассоциированные с повреждениями, которые активируют иммунитет. Некроптоз может запускаться в тех случаях, когда апоптоз по тем или иным причинам невозможен. В отличие от молекулярных путей апоптоза, изучаемых уже много лет, молекулярные основы некроптоза в настоящее время мало изучены.
Морфологически некроптоз характеризуется набуханием клетки, нарушением работы митохондрий, увеличением проницаемости плазматической мембраны и высвобождением содержимого клетки во внеклеточное пространство.
Функциональное значение некроптоза может заключаться в защите организма от внутриклеточных инфекций, однако некроптоз играет ключевую роль и в развитии многих заболеваний: инфаркт миокарда, атеросклероз, ишемически-реперфузионное повреждение, панкреатит, воспалительные заболевания кишечника, а также в ряде других распространённых нарушений.

## История
В 1998 году было показано, что клетки мышиной фибросаркомы L929 после обработки ингибитором каспаз zVAD-FMK быстро погибают при инкубации с фактором некроза опухоли (англ. tumor necrosis factor, TNF). Эти данные указывали на возможность того, что каспазы участвуют в защите клетки от гибели путём некроза под действием TNF. В ходе дальнейших исследований была описана эта новая форма клеточной гибели, обладающая многими признаками некроза и происходящая при активации рецепторов смерти. Путём внесения в клетки серпина вируса коровьей оспы и CrmA, ингибитора каспазы 8, было показано, что ингибирование каспазы 8 приводит к данной форме гибели клетки, названной некроптозом, или программируемым некрозом. До этого некроз считался случайной и нерегулируемой формой клеточной гибели, однако к настоящему времени известно несколько типов программируемого некроза.

## Молекулярные механизмы

### Инициация
Некроптоз индуцируют несколько рецепторов смерти, среди которых TNFR1, TNFR2 и Fas. При связывании со своими агонистами рецепторы смерти, в зависимости от условий, направляют клетку или к гибели, или к выживанию. Первоначально считалось, что рецепторы смерти могут индуцировать только апоптоз, однако затем было показано, что они могут вызвать и некроптоз при участии RIPK1, когда апоптоз невозможен. Было также показано, что агонисты Toll-подобных рецепторов (англ. Toll-like receptor, TLR) вызывают независимый от каспаз некроз. Кроме того, оказалось, что несколько генов, участвующих в сигнальных путях TLR, участвуют и в сигнальных путях некроптоза, поэтому, возможно, сигнальный путь TLR может быть задействован в некроптозе. Последний может быть запущен и через внутриклеточные стимулы, например, ДНК-зависимые регуляторные факторы интерферона (англ. DNA-dependent activator of interferon regulatory factors, DAI) и протеинкиназу R.
Поскольку существует несколько различных инициаторов некроптоза, непонятно, имеют ли они общие последующие стадии сигнального пути некроптоза. Наиболее хорошо изучен некроптоз, инициируемый TNF-α/TNFR. Молекулярные механизмы некроптоза, запускаемого TNFR, подробно обсуждаются ниже.

### Формирование комплекса I
TNF-α продуцируется активированными макрофагами и представляет собой гомотримерный белок, каждая из субъединиц которого содержит 157 аминокислотных остатков. Хотя TNF-α обычно рассматривается как активатор апоптоза, он способен вызывать некроз опухолевых клеток. В начале второго десятилетия XXI века были получены доказательства того, что TNF-α способен индуцировать программируемый некроз.
TNFR1 или TNFR2, локализованные на поверхности клетки, служат специфическими рецепторами TNF-α. Поскольку TNFR2 лишён домена смерти, в запуске индуцируемых TNF-α сигнальных каскадов внутри клетки ключевую роль играет TNFR1.
Сначала TNF-α связывается с внеклеточной частью TNFR1, аллостерически вызывая конформационные изменения в его внутриклеточной части. TNFR1 содержит четыре домена, обогащённых цистеином (англ. cysteine-rich domain, CRD). Первый CRD, известный как домен сборки до связывания с лигандом (англ. pre-ligand assembly domain, PLAD), необходим для сборки рецептора, который может связываться с TNF-α с высоким сродством. После связывания с TNF-α из внутриклеточного домена TNFR1 при помощи различных ферментов и белков высвобождается сайленсер домена смерти (SODD). После этого TNFR1 и TNFR2 запускают дальнейшие этапы сигнального пути, образуя комплекс I с белками, содержащими домен смерти, например, TRADD (англ. TNF- receptor-associated death domain), FADD (англ. Fas associated death domain), а также несколькими Е3 убиквитинлигазами, такими как TRAF2/5 (англ. TNF-α receptor associated factor 2/5) и белки-ингибиторы апоптоза (IAP): cIAP1 и cIAP2. Убиквитинирование этих белков важно для регуляции активности комплекса I.
RIPK1 — член семейства взаимодействующих с рецептором протеинкиназ (RIPK), для которых характерно наличие гомологичного N-концевого киназного домена. Степень убиквитинированности RIPK1 определяет, будет ли она выступать как молекула, способствующая выживанию клетки, или же как киназа, запускающая смерть клетки. Сначала RIPK1 рекрутируется в комплекс I под действием TNFR1 и полиубиквитинируется белками TRAF2/5, cIAP1 и cIAP2 по позиции лизин 63. Убиквитинирование RIPK1 приводит к рекрутированию и активации белков IKK и NEMO, а также способствует активации пути NF-κB, и в конечном счёте клетка выживает. Активация пути NF-κB положительно регулирует экспрессию таких анти-апоптотических генов, как A20 и FlipL. Деубиквитинирование RIPK1 может подавить путь NF-κB, что приводит к активации путей гибели клетки. Было показано, что в регуляции пути NF-κB через деубиквитинирование RIPK1 принимают участие два белка. Один из них — белок CYLD (цилиндроматоз) — кодируется геном-супрессором опухолей Cyld. Он блокирует активацию пути NF-κB, удаляя полиубиквитиновые цепочки, связанные с остатком лизина 63, у нескольких белков-мишеней. Опухолевые клетки с неактивным CYLD демонстрируют увеличенную пролиферацию и сниженную интенсивность апоптоза. Другой белок, А20, удаляет убиквитин, связанный с остатком лизина 63, запуская протеасомную деградацию Е3 убиквитинлигаз, таких как TRAF2 и белки cIAP, и подавляет путь NF-κB по механизму отрицательной обратной связи (напомним, путь NF-κB активирует образование этого белка). Хотя убиквитинирование RIPK1 необходимо для активации пути NF-κB, необходимости в киназной активности RIPK1 здесь нет. Поэтому ключевым элементом регуляции TNF-индуцированного пути NF-κB является статус убиквитинирования RIPK1 вне зависимости от киназной активности этого белка. Комплекс I находится на пересечении путей выживания и гибели клетки, переключаясь между различными сигнальными путями в ответ на различные стимулы.

### Формирование комплекса IIа
Когда деубиквитинирование окончено, RIPK1 высвобождается из комплекса I и попадает в цитоплазму, откуда рекрутируется в комплекс IIа. Кроме того, после перемещения внутрь клетки (интернализации) TNFR1, связанного с лигандом, из комплекса I высвобождается TRADD; TRADD строго необходим для формирования комплекса IIa. Интернализация TNFR1, связанного с лигандом, необходима для формирования комплекса IIa: в 2010-е годы было показано, что подавление интернализации TNFR1 приводило к устойчивости клеток к апоптозу. Комплекс IIa, также известный как индуцирующий смерть сигнальный комплекс (англ. death-inducing signaling complex) или DISC, состоит из TRADD, FADD, RIPK1, FLIP и прокаспазы 8. Нокдаун CYLD подавляет TNF-индуцированный некроптоз, что свидетельствует о том, что деубиквитинирование RIPK является важным шагом в TNF-индуцированном некроптозе. Однако нет никаких доказательств необходимости других деубиквитинирующих белков, например А20, для некроптоза. Подавление белков cIAP ускоряет формирование комплекса II, так как степень убиквитинированности RIPK1 становится меньше. Было показано, что другая Е3 убиквитинлигаза, TRAF2, необходима для TNF-α-индуцированного некроптоза, потому что клетки TRAF2−/− были к нему нечувствительны. Возможно, это обусловлено тем, что TRAF2 необходима для формирования комплекса I. FADD является одним из доменов, рекрутируемых в комплекс IIa, и его эффект на некроптоз зависит от типа клетки. В частности, он необходим для некроптоза, индуцированного TNF-α, в мышиных эмбриональных фибробластах (MEF), но не в лейкемических клетках Jurkat. У Т-клеток в пролиферативной фазе FADD выступает отрицательным регулятором некроптоза. Механизм, обуславливающий различные роли FADD, остаётся непонятным. Имеются данные, что TRADD необходим для всех случаев некроптоза, кроме тех, которые вызываются миметиками белка Smac. Поэтому необходимость TRADD для некроптоза зависит от стимула, вызвавшего его. Комплекс IIa может вызывать два последующих варианта развития событий: апоптоз или некроз. Белок FLIPL, который положительно регулируется путём NF-κB, образует гетеродимер с прокаспазой 8. FLIP структурно очень похож на каспазу 8, однако не обладает протеазной активностью. Комплекс IIa начинает работать про-апоптотическим образом: гомодимеры прокаспазы 8 подвергаются быстрому аутопротеолизу, в результате чего каспаза 8 активируется, диссоциирует от комплекса IIa, активирует каспазы 3 и 7, и начинается апоптоз. Каспаза 8 разрезает и инактивирует RIPK1, RIPK3 и CYLD, предотвращая некроптоз. Разрезание RIPK1 каспазой 8 не только противодействует стимулирующей роли RIPK1 в активации пути NF-κB, но и оказывает негативный эффект на некроптоз, поскольку киназная активность RIPK1 необходима для некроптоза. Кроме того, под действием стимулов, запускающих апоптоз, RIPK3 разрезается каспазой 8 по положению Asp328, подавляя способность RIPK3 индуцировать независимую от каспаз клеточную смерть. Когда апоптоз заблокирован, преобладает некроптоз.
Отсутствие FADD, FLIP или каспазы 8 у мыши приводит к смерти через 10,5 дня, однако смерти не происходит, если мыши предварительно были лишены RIPK3. Тканеспецифичная делеция FADD или каспазы 8 тоже приводит к смерти (в зависимости от типа ткани), однако этот эффект тоже может быть предотвращён отсутствием RIPK3. Исходя из этого, делается вывод, что комплекс FADD-каспаза 8-FLIP необходим для предотвращения некроптоза, зависимого от RIPK3. Именно поэтому наиболее часто некроптоз определяют как программируемый некроз, зависимый от RIPK3.

### Формирование комплекса IIb
Когда белки cIAP разрушены (например, в присутствии миметиков Smac), имеет место несколько иной сигнальный путь некроптоза. Миметики Smac усиливают Е3 убиквитинлигазную активность cIAP1 и cIAP2, связываясь с их BIR-доменами (англ. baculovirus IAP repeat), что в конечном счёте приводит к аутодеградации этих белков. Когда cIAP разрушены, канонический путь NF-κB активируется в значительно меньшей степени, а неканонический путь NF-κB, напротив, становится очень активен. Комплекс I, содержащий TNFR1, усиленно переходит в комплекс IIb, также известный как рипоптосома, образование которого зависит не от TRADD, как в случае комплекса IIa, а от RIPK1. В итоге путь NF-κB активируется неканонически, и гибель клеток усиливается. Как и комплекс IIa, комплекс IIb может вызывать как апоптоз, так и некроптоз, что определяется наличием или отсутствием каспазы 8.

### Формирование некросомы
Когда каспаза 8 заблокирована ингибиторами или вирусными белками, RIPK1 и RIPK3 связываются друг с другом, аутофосфорилируются, трансфосфорилируют друг друга и собираются в особые амилоидные структуры, напоминающие микрофиламенты, — некросомы. Некросома состоит в основном из RIPK1 и RIPK3. RIPK3 увеличивает рекрутирование RIPK1 в некросому, и для этого процесса необходима киназная активность обоих белков. Некростатин-1 (Nec-1) ингибирует киназную активность RIPK1 и формирование комплекса II, а рекрутирование RIPK1 в комплекс II необходимо для индукции пронекротической киназной активности комплекса II. Однако киназная активность RIPK1 не является необходимой для формирования комплекса I. Имеются данные, что RIPK3 необходима для фосфорилирования RIPK1 в TNF-α-индуцированном некроптозе, однако фосфорилирование, опосредованное RIPK3, очень слабое и по уровню схоже с аутофосфорилированием RIPK1. Кроме того, в устойчивых к некроптозу клетках с низким уровнем экспрессии RIPK3 обнаруживается только убиквитинированная форма RIPK1, поэтому RIPK3 может усиливать деубиквитинирование RIPK1.
Как и другие RIP, RIPK3 имеет N-концевой домен с киназной активностью, однако на её С-конце нет домена смерти или мотива CARD. Биологическая функция RIPK3 противоречива. Имеются данные, что RIPK3 может ингибировать способность RIPK1 активировать путь NF-κB. Однако при сверхэкспрессии RIPK3 может сама активировать путь NF-κB, при этом отсутствие RIPK3 не подавляет активацию пути NF-κB. Недавние исследования подтвердили, что RIPK3 необходима для некроптоза, индуцируемого различными стимулами. Имеются сообщения, что нокдаун RIPK3 приводил к заметному ингибированию некроптоза в клетках HT-29. В клетках, устойчивых к некроптозу, выявляется низкий уровень экспрессии RIPK3, а трансфекция этих клеток RIPK3 восстанавливала их способность подвергаться некроптозу при блокировании путей апоптоза. Для некроптоза необходимо фосфорилирование RIPK3, однако механизм этого процесса остаётся непонятным. Взаимодействие между RIPK1 и RIPK3 обусловлено наличием у обоих белков гомотипичного мотива взаимодействия RIP (англ. RIP homotypic interaction motif, RHIM). Мутации в RHIM у RIPK1 или RIPK3 могут заблокировать образование некросом и защитить клетки от некроптоза. Более того, для взаимодействия RIPK1 и RIPK3 необходима киназная активность RIPK3.
Хотя в большинстве экспериментальных моделей для некроптоза были необходимы RIPK1 и RIPK3, имеются и некоторые данные, противоречащие такой схеме. Некроптоз, индуцированный через Т-клеточные рецепторы в FADD−/− T-клетках, оказался зависимым лишь от RIPK1. Клетки мыши, поражённые цитомегаловирусом, наоборот, подвергались некроптозу, зависимому только от RIPK3. В общем случае для гарантированной индукции некроптоза необходимы RIPK1, RIPK3 и их взаимодействие друг с другом, хотя существуют и другие факторы, регулирующие некроптоз.
Когда каспазная активность заблокирована, CYLD деубиквитинирует RIPK1 в некросоме, что увеличивает её киназную активность. Фосфорилирование человеческой RIPK3 по положению Ser227 или мышиной RIPK3 по Ser232 необходимо для привлечения псевдокиназы MLKL (англ. mixed lineage kinase domain-like). MLKL далее фосфорилируется по Thr357 и Ser358 человеческой RIPK3 или по Ser345, Ser347, Ser352 и Thr349 мышиной RIPK3 и участвует в последующих событиях некроптоза.
Как отмечалось выше, блокирование апоптоза может стимулировать клетки использовать некроптоз как альтернативный путь смерти. Некоторые ингибиторы каспаз, такие как zVAD.fmk и BocD.fmk, могут индуцировать некроптоз через аутокринную продукцию TNF-α. Однако обработка клеток миметиком, который копирует функции белка Smac, приводит только к апоптозу, хотя она тоже вызывает аутокринную продукцию TNF-α. Чтобы обычный ингибитор апоптоза стимулировал некроптоз, необходимо присутствие во внешней среде больших количеств экзогенного TNF-α. Было показано, что клетки лишь некоторых типов могли подвергаться некроптозу в ответ на наличие TNF-α, когда апоптотические пути заблокированы или неактивны. Среди этих клеток — клетки мышиной фибросаркомы L929, человеческие клетки Jurkat Т-клеточной лейкемии, клетки человеческой лейкемии моноцитов U937, MEF и клетки человеческого рака прямой кишки HT-29. Имеются данные, что некроптоз может контролироваться на транскрипционном уровне, что может служить возможным объяснением приуроченности некроптоза только к некоторым типам клеток.

### Дальнейший ход некроптоза
Последующие реакции некроптоза изучены гораздо хуже, чем начальные сигнальные пути. Маловероятно, чтобы некросомы вызывали клеточную смерть, непосредственно разрушая клеточные органеллы, потому что ни в одной клеточной органелле не было выявлено несомненного наличия некросом или RIPK3. Поэтому некросома может выполнять роль вышестоящего сигнала, который может запускать гибель клетки через различные механизмы. Было показано, что некоторые клеточные события, происходящие при некроптозе, совпадают с событиями при некрозе; в их число входят окислительный взрыв, гиперполяризация митохондриальной мембраны, повышенная проницаемость мембран лизосом и плазматической мембраны, однако пути, приводящие к этим событиям, отличаются от таковых при некрозе. Ниже описываются внутриклеточные события, происходящие при некроптозе.

#### Активные формы кислорода
Активные формы кислорода (АФК) приводят к клеточной смерти или за счёт непосредственного окисления внутриклеточных субстратов, или запуская особые сигнальные пути, заканчивающиеся гибелью. Было показано, что для некроптоза, запускаемого TNF-α, необходимо участие АФК, хотя конкретный механизм, приводящий к образованию АФК, остаётся малопонятным. Потенциальными продуцентами АФК в клетке являются митохондрии. RIPK3 усиливает образование АФК в митохондриях и митохондриальный метаболизм, активируя ряд ферментов, участвующих в этих реакциях. Кроме того, образованию АФК способствует MLKL. В клетках Т293 в ходе некроптоза, индуцируемого TNF-α, RIPK3 увеличивает активность гликогенфосфорилазы (PYLG), глутаминсинтетазы (GLUL) и глутаматдегидрогеназы 1 (GLUD1). Все эти ферменты необходимы для образования АФК. PYLG катализирует скоростьлимитирующую стадию в разрушении гликогена, а глюкозо-1-фосфат, образуемый PYLG, важен для гликолиза. GLUL и GLUD1 поставляют субстраты для окислительного фосфорилирования. Более того, увеличивая активность этих метаболических ферментов, RIPK3 может также влиять на выбор клеткой механизма гибели, поскольку на этот выбор влияет состояние энергетического метаболизма клетки.
В 2014 году был описан ещё один путь образования АФК при некроптозе. RIPK1 фосфорилирует белок STAT3 и индуцирует его взаимодействие с GRIM19 — субъединицей комплекса I дыхательной цепи митохондрий, в результате чего STAT3 переносится в митохондрии и активирует образование АФК.
Особенно важную роль в образовании АФК играет семейство ферментов NADPH-оксидаз. Была показана положительная регуляция ряда оксидаз (Nox1, Nox2, Nox3, Nox4 и p47phox) в присутствии TNF-α. Nox1 активируется TNF-α и поэтому приводит к образованию супероксида в клетках MEF. В ходе этого процесса Nox1 формирует комплекс с TRADD, RIP1 и малой GTPазой Rac1. Таким образом, при некроптозе, вызываемом TNF-α, для образования АФК необходима RIPK1. Однако в клетках НТ-29 АФК не необходимы для некроптоза, вызываемого TNF-α, миметиками Smac и zVAD.fmk.
NH2-терминальная киназа c-Jun (JNK), активируемая MLKL, играет двойную роль в некроптозе, индуцируемом TNF-α. С одной стороны, JNK способствует выживанию клетки и подавляет апоптоз, индуцируемый TNF-α; с другой стороны, JNK выступает пронекротическим сигналом и запускает TNF-α-индуцированную клеточную гибель у фибробластов. В 2010-е годы появились сообщения, что JNK может способствовать аутокринной продукции TNF-α посредством активации активирующего белка-1 (AP-1) в клетках L929, обработанных zVAD.fmk, что усиливает некроптоз.

#### Транслоказа адениновых нуклеотидов
Митохондрии участвуют в некротической гибели клетки не только через АФК, но и через ADP/ATP-путь. Синтез АТР в митохондриях требует нормальной активности транслоказы адениновых нуклеотидов (англ. Adenine nucleotide translocator) — переносчика ADP/ATP, расположенного во внутренней митохондриальной мембране. Активность ANT изменяется при взаимодействии с VDAC и циклофилином D (CYPD). CYPD — важный регулятор переходных пор митохондриальной мембраны (англ. Mitochondrial permeability transition pore), или MPTP. Установлено, что при программируемом некрозе, индуцированном TNF-α и zVAD.fmk, в клетках U937 происходит RIPK1-зависимое подавление ANT. zVAD.fmk потенциально может нарушать способность ANT транспортировать цитоплазматический ADP, тем самым вызывая колоссальное уменьшение количества образуемого ATP в митохондриях. Было показано, что для связывания zVAD.fmk с ANT необходимы и TNF-α, и RIPK1, а CYPD может защищать клетку от смерти, подавляя связывание zVAD.fmk с ANT. Установлено, что постоянная положительная регуляция CYPD происходит в некоторых человеческих опухолях, среди которых опухоли молочной железы, яичника и матки. Однако другие исследования показали, что CYPD необходим для гибели клетки, вызванной окислительными повреждениями.

#### NO
Оксид азота(II) (NO) образуется в клетках эндотелия ферментом эндотелиальной синтазой оксида азота (англ. endothelial nitric oxide synthase, eNOS). Он принимает участие во многих физиологических и патологических процессах, таких как расслабление стенок сосудов, воспаление, пролиферация и гибель клеток. NO взаимодействует с митохондриями и влияет на биоэнергетику клетки, а также потребление кислорода. NO может вызывать программируемую гибель клеток эндотелия, примерно так же, как TNF-α вызывает некроптоз: в этот процесс тоже вовлечены RIPK1, RIPK3 и АФК. Однако в случае с NO нет нужды в рецепторах. Поскольку некротическая гибель клетки, вызываемая NO, подавляется некростатином-1 и зависит от RIPK3 (а также, возможно, RIPK1), её можно рассматривать как вариант некроптоза. Однако механизм этой клеточной гибели очень отличается от некроптоза, вызываемого TNF-α, и нуждается в детальном изучении.

#### Фосфолипазы А2 и липоксигеназа
Фосфолипазы А2 (PLA2) — семейство ферментов, которые высвобождают и расщепляют свободные жирные кислоты и лизофосфолипиды по позиции sn-2 глицерофосфолипидов. cPLA2 (кальций-зависимая цитозольная форма) — член семейства PLA2, который необходим главным образом для начальных этапов метаболизма арахидоновой кислоты. Для активации cPLA2 необходимы фосфорилирование и кальций. cPLA2 играет важную роль в TNF-α-индуцированной некротической гибели клеток в клетках L929 и MEF, а также в некрозе клеток почечного эпителия, вызванном химическими соединениями, например, оксидантами. Липоксигеназа (LOX) выступает нижестоящим эффектором PLA2 и активируется при высоких концентрациях кальция, появляющихся из-за образования свободных жирных кислот. LOX вызывает гиперокисление липидов, что приводит к разрушению клеточной мембраны и мембран органелл. Имеются сообщения, что LOX задействована и в апоптозе, и в некроптозе, индуцированном TNF-α.

#### MLKL
Важную роль в эффекторной стадии некроптоза играет псевдокиназа MLKL. После фосфорилирования RIPK3 он олигомеризуется и переносится на плазматическую мембрану, где связывается с фосфатидилинозитолфосфатами и изменяет ток ионов натрия или кальция через соответствующие ионные каналы. Вход ионов в клетку увеличивает осмотическое давление внутри неё, что способствует нарушению целостности плазматической мембраны. Кроме того, как отмечалось выше, MLKL активирует JNK и способствует образованию АФК. Мыши, дефектные по MLKL, жизнеспособны и не демонстрируют никаких нарушений со стороны кроветворной системы, однако у них не наблюдается острого панкреатита, что свидетельствует о снижении вероятности некроптоза.

## Физиологические функции
В отличие от апоптоза, при котором высокоиммуногенные внутриклеточные белки находятся внутри апоптотических телец и не выходят наружу, некроптоз сопровождается высвобождением содержимого клетки во внешнюю среду и вызывает сильный ответ как со стороны врождённого, так и приобретённого иммунитета. Тем не менее, эта иммуногенная форма клеточной гибели имеет определённые физиологические функции.
В норме некроптоз происходит как в процессе развития организма, так и при взрослой жизни. У человека в ходе продольного роста кости хондроциты в эпифизарных пластинках умирают по пути некроптоза. Кроме того, некроптоз может выступать альтернативной формой гибели клетки в тех условиях, когда апоптоз невозможен. Было показано, что у мышей, лишённых активатора каспаз Apaf1, клетки межпальцевых перепонок и тимоциты умирали путём некроптоза вместо апоптоза. Важно, что и гибель кератиноцитов, лишённых каспазы 8, проходила путём некроптоза, а не апоптоза. Было высказано предположение, что самая древняя форма гибели клеток, напоминавшая некроз, была впоследствии вытеснена более молодыми и сложными процессами, такими как аутофагия и апоптоз, которые имели преимущества перед отбором в силу того, что больше подходили для удаления отдельных клеток и органелл. Эта гипотеза хотя бы частично может объяснить, почему предковая форма гибели клеток обычно заменяется другими, более новыми, однако активируется при неисправности новых путей клеточной смерти.
Регуляция некроптоза имеет ключевое значение для поддержания гомеостаза иммунной системы. В самом деле, в то время как апоптоз играет чёткую роль в устранении аутореактивных T-клеток и поддержании линий аутотолерантных Т-клеток, некроптоз задействован в регуляции пролиферации Т-клеток. Исследования показали, что каспаза 8 имеет также функции, не связанные с апоптозом, например, она необходима для пролиферации Т-клеток, которые будут поддерживать гомеостаз на периферии иммунной системы, и выживания Т-клеток при активирующих стимулах. Действительно, делеция каспазы 8 в линиях Т-клеток приводила к иммунодефициту и нарушению Т-клеточного гомеостаза, Т-клеточной лимфопении, пролиферации дефектных Т-клеток после стимуляции митогенами или антигенами, а также нарушенному ответу на вирусные инфекции. Примечательно, что отсутствие каспазы 8 приводило к недостаточной пролиферации и сниженной жизнеспособности Т-клеток, однако это не было связано с апоптозом, поскольку в Т-клетках не было отмечено фрагментации ДНК — характерного признака апоптоза. Снижение пролиферации Т-клеток, лишённых каспазы 8, можно было устранить некростатинами или нокдауном RIPK1. Позднее выяснилось, что утрата RIPK3 оказывает такой же эффект. Таким образом, каспаза 8 участвует в регуляции некроптоза в Т-клетках. Широко распространено мнение, что каспаза 8 подавляет некроптоз, разрезая или постоянно ингибируя RIPК1 и RIPК3. Это позволило предположить, что в физиологических условиях каспаза 8 подавляет некроптоз у Т-клеток, однако в патологических условиях, например, при вирусной инфекции, каспаза 8 может инактивироваться, из-за чего Т-клетки будут умирать некроптозом. Белок паркин, связанный с болезнью Паркинсона, в норме вызывает некроптоз активированных микроглиальных клеток, предотвращая воспаление нервной ткани.
Некроптоз играет роль в защите организма от внутриклеточных патогенов. Когда патоген (вирус или бактерия) связывается с соответствующим рецептором (первая линия защиты организма), некоторые из этих рецепторов запускают ряд реакций, ведущих к некроптозу, через активацию RIPK1 и/или RIPK3. К числу бактерий, чей патогенез зависит от RIPK1 и RIPK3, относят Salmonella enterica serovar Typhimurium. Клетки, заражённые вирусами, нередко погибают по пути некроптоза, так что последний можно рассматривать как защитную реакцию организма, устраняющую источник опасности. Иногда, напротив, вирусы вызывают некроптоз. Цитомегаловирус запускает RIPK3-зависимый, но RIPK1-независимый некроптоз. Кроме того, DAI реагирует на присутствие вирусов в клетке и тоже активирует некроптоз. В частности, заражение вирусом коровьей оспы, который экспрессирует вирусный ингибитор клеточных каспаз, оказывалось летальным для мышей, дефектных по RIPK3, но не для здоровых мышей. Таким образом, заражённая клетка погибает в результате некроптоза вместо апоптоза и тем самым препятствует дальнейшему распространению вируса. Кроме того, и апоптоз, и некроптоз могут индуцироваться интерферонами типов I и II, которые способствуют гибели и удалению заражённых клеток. Некоторые другие вирусы и внутриклеточные бактерии экспрессируют белки, мешающие активации каспазы 8, и таким образом делают клетку более расположенной к некроптозу.

## Роль в патогенезе
Некроптоз связан с рядом патологических состояний, таких как инсульт и инфаркт миокарда, инфекции, нейродегенеративные заболевания, панкреатит, утрата фоторецепторных клеток, ишемически-реперфузионное повреждение. Некроптоз эпителиальных клеток кишечника участвует в развитии воспалительных заболеваний кишечника. Было показано, что предотвращение RIPK3-опосредованного некроптоза клеток эпителия необходимо для поддержания гомеостаза кишечника. У пациентов, страдающих болезнью Крона, были выявлены высокие уровни RIPK3 и повышенный некроптоз в подвздошной кишке, что указывает на роль последнего в развитии этого заболевания. Некроптоз также может быть связан с развитием ряда кожных заболеваний. Гибель мотонейронов как при спорадическом, так и при наследственном боковом амиотрофическом склерозе происходит путём некроптоза. Последний отвечает за гибель гепатоцитов при некоторых заболеваниях печени, например, стеатогепатите. Блокирование некроптоза некростатинами, например, некростатином 1, может быть эффективным при борьбе с такими заболеваниями, а также некоторыми травматическими нарушениями (в частности, повреждениями спинного мозга). Подавление RIPK3 противодействует повреждению мозга при субарахноидальном кровоизлиянии.
Некроптоз задействован в развитии многих сердечно-сосудистых заболеваний, таких как атеросклероз, реперфузионное повреждение, инфаркт миокарда, сердечные перестройки.
При тромбозе вен в венах происходит образование сгустков, которые состоят из кровяных клеток и тромбоцитов, «запертых» в сети из белков плазмы крови и хроматина. Хроматин происходит от погибших нейтрофилов. Показано, что при этом процессе нейтрофилы погибают путём некроптоза, который запускают активированные тромбоциты.
Растёт число доказательств участия некроптоза в развитии некоторых раковых заболеваний. Было показано, что в клетках хронической лимфоцитной лейкемии дефектны некоторые компоненты системы регуляции некроптоза, в том числе RIPK3 и деубиквитинирование CYLD. Мутации CYLD также были выявлены в эпидермальных раковых клетках. В случае неходжкинской лимфомы имеется связь между полиморфизмами в гене RIPK3 и повышенным риском развития опухолей. Некроптоз представляет собой важный механизм увеличения чувствительности опухолевых клеток к противораковым препаратам, и его усиление может представлять собой важное терапевтическое средство для борьбы с опухолевыми клетками, особенно устойчивыми к апоптозу: устойчивость к апоптозу нередко возникает у раковых клеток на фоне противораковой химиотерапии. Например, противоопухолевый препарат шиконин оказывает противоопухолевый эффект при остеосаркоме, запуская RIPK1- и RIPK3-зависимый некроптоз. Препарат резибуфогенин запускает RIP3-опосредованный некроптоз в клетках рака толстой кишки, препятствуя росту опухоли. Вторичный метаболит грибов Talaromyces sp., известный как расфонин, запускает апоптоз, аутофагию и некроптоз в клетках рака почки. Противораковый препарат дазатиниб, применяющийся при некоторых видах лейкемии, обладает сильным негативным влиянием на сердце, а именно, запускает некроптоз кардиомиоцитов, опосредованный белком HMGB1.
Поскольку некроптоз вызывает сильный иммунный ответ как со стороны врождённого, так и со стороны приобретённого иммунитета, блокировка некроптоза может значительно облегчить приживаемость органов при пересадке.